# Intifada de Zemla
Intifada de Zemla (ou Rebelião de Zemla) é o nome usado para se referir aos distúrbios de 17 de junho de 1970, que culminou em uma repressão brutal pelas forças da Legião Espanhola no distrito de Zemla, El Aaiun, Saara Espanhol (atual Saara Ocidental).
A repressão da manifestação de Zemla conduziria ao movimento anticolonial do Saara Ocidental a abraçar a luta armada. A organização nacionalista militante da Frente Polisário seria formada três anos depois. 